# Didier Dinart
Didier Dinart (18 de enero de 1977 en Pointe-à-Pitre, Guadalupe, Francia) fue un jugador de balonmano francés. Fue el seleccionador de la Selección de balonmano de Francia. Se retiró en el año 2013 en el Paris HB en Francia. Antes de incorporarse al Paris HB, Didier Dinart jugó en los clubes españoles Balonmano Ciudad Real y Balonmano Atlético de Madrid. Es considerado uno de los mejores especialistas defensivos de la historia del balonmano europeo y mundial.

## Equipos

### Jugador
- Dijon Bourgogne HB (1993-1996)
- Montpellier HB (1996-2003)
- Club Balonmano Ciudad Real (2003-2011)
- BM Atlético Madrid (2011-2012)
- Paris HB (2012-2013)

### Entrenador
- Selección de balonmano de Francia (2016-2020)
- Selección de balonmano de Arabia Saudita (2021- )

## Palmarés

### Montpellier HB
- Liga de Campeones (2003)
- Liga Francesa (1998, 1999, 2000, 2002 y 2003)
- Copa de Francia (1999, 2000, 2001, 2002 y 2003)

### BM Ciudad Real
- Liga de Campeones (2006, 2008 y 2009)
- Supercopa de Europa (2006, 2007 y 2009)
- Liga ASOBAL (2004, 2007, 2008, 2009 y 2010)
- Copa del Rey (2004, 2008 y 2011)
- Copa ASOBAL (2004, 2005, 2006, 2007 y 2008)
- Supercopa de España (2004 y 2008)
- Campeonato Mundial de Clubes de Balonmano (2007, 2010)

### BM Atlético de Madrid
- Supercopa de España (2011)
- Copa del Rey (2012)

### Selección nacional

#### Campeonato del Mundo
- Medalla de oro en el Campeonato del Mundo de 2001
- Medalla de bronce en el Campeonato del Mundo de 2003
- Medalla de bronce en el Campeonato del Mundo de 2005
- Medalla de oro en el Campeonato del Mundo de 2009
- Medalla de oro en el Campeonato del Mundo de 2011

#### Campeonato de Europa
- Medalla de oro en el Campeonato de Europa de 2006
- Medalla de bronce en el Campeonato de Europa de 2008
- Medalla de oro en el Campeonato de Europa de 2010

#### Juegos Olímpicos
- Medalla de oro en los Juegos Olímpicos de 2008
- Medalla de oro en los Juegos Olímpicos de 2012

### Consideraciones personales
- Mejor defensor de la Liga ASOBAL (2009)
- Mejor defensor de la Liga ASOBAL (2010)

## Como entrenador
- Medalla de oro en el Campeonato Mundial de Balonmano Masculino de 2017 con la selección de balonmano de Francia
- Medalla de bronce en el Campeonato Europeo de Balonmano Masculino de 2018 con la selección de balonmano de Francia
- Medalla de bronce en el Campeonato Mundial de Balonmano Masculino de 2019 con la selección de balonmano de Francia
- Medalla de bronce en el Campeonato Asiático de Balonmano Masculino de 2022 con la selección de balonmano de Arabia Saudita